# Brühlbach (Fischach)
Der Brühlbach ist ein auf dem Hauptstrang etwa dreieinhalb Kilometer langer Bach im Landkreis Schwäbisch Hall im nordöstlichen Baden-Württemberg, der beim Obersontheimer Weiler Herlebach von rechts und Westen in die Fischach mündet. Sein rechter Quellbach heißt Eschertalbach, sein linker fließt in der Wolfsklinge.

## Geographie

### Oberläufe
Die Oberläufe des Brühlbachs entstehen bis zu 2,7 km westsüdwestlich des Obersontheimer Weilers Herlebach im Nordteil der Limpurger Berge, wo die bewaldete Hochfläche östlich der Kohlenstraße bereits leicht nach Osten hin abfällt. Es gibt drei große Quellbachläufe, von denen nur einer auf der amtlichen Gewässerkarte einen Eigennamen trägt. Dieser rechte Eschertalbach entsteht nahe dem Forstweg von der Kohlenstraße zur Forstebene auf unter 490 m ü. NHN in der südöstlichen Kohlschnäue und fließt nach etwa 1,1 km Nordostlaufs durch das Eschertal im rechten Winkel mit seinem linken Pendant aus der südwestlichen Wolfsklinge auf unter 430 m ü. NHN zusammen, der seinerseits in der nordwestlichen Kohlschnäue wenig tiefer entsteht und fast genauso lang und einzugsgebietsreich ist. Schon etwas mehr als hundert Meter weiter talabwärts auf dem Lauf des so entstandenen, die ostnordöstliche Fließrichtung des linken Quellbachs fortsetzenden  Brühlbachs läuft ein oberhalb unbeständiger dritter Quellbach von links aus der westlichen Wolfsklinge zu, dem der Forstweg vom Michelbacher Förstersdenkmal an der Kohlenstraße zum Lotthaus links folgt. 

### Weiterer Verlauf
Etwa hundert Meter weiter tritt der Brühlbach an einem kleinen Wanderparkplatz beim Obersontheim-Herlebacher Lotthaus aus dem Wald. Auf seinen restlichen etwa zwei Kilometern Lauf fließt er, bis fast zuletzt von einer Baumgalerie begleitet, nun in einer kleinen und feuchten Wiesenmulde. Vom Lotthaus bis etwas vor der Bachbrücke der Einkornstraße K 2599 stößt dabei der Nadelholz-Hangwald unterhalb des Bergsporns der Forstebene noch ans rechte Ufer, danach stehen fast nur Erlen an seinem windungsreichen Lauf. Seinen Flurabschnitt säumen etliche geschützte Nasswiesen. Immer westlicher fließend, erreicht der Bach schließlich am Scharnier zwischen den meist jüngeren nördlichen Siedlungsteilen Herlebachs im aufwärtigen Mündungswinkel und den südlichen schon im abwärtigen Fischachtal den Siedlungsrand des Obersontheimer Ortes. Hier bricht die Galerie ab und die letzten weniger als fünfzig Meter wird er in gekrümmtem Kunstlauf neben Hausgärten zur spitzwinkligen Einmündung in die Fischach geführt, in die er sich auf unter 410 m ü. NHN neben der Brücke der Fischachtalstraße K 2627 ergießt.

### Einzugsgebiet
Der Brühlbach hat ein Einzugsgebiet von 3,5 km² Größe, das sich, nach zunächst rascher Verbreiterung, von seinem westlichsten Punkt auf dem Sporn des Michelbacher Kohlhäus im Westtrauf der Limpurger Berge etwa 3,5 km weit, dann keilförmig auslaufend nach Ostnordosten bis zu seiner Mündung erstreckt; quer dazu ist es maximal etwa 1,7 km breit. Der linke der beiden höheren Oberläufe aus der Wolfsklinge, der sich anders als der Eschertalbach ohne Richtungsknick im Brühlbach-Unterlauf fortsetzt, zieht mit diesem zusammen darin ungefähr die Mittellinie.
Die markanteste Wasserscheide liegt am Westrand des Einzugsgebietes zum steilen Kochertaleinschnitt auf der Hochfläche der Limpurger Berge, ungefähr auf der Trasse des sie in südlicher Richtung durchziehenden Waldwegs Kohlenstraße auf Höhen von bis zu 503 m ü. NHN (Kohlhäu) und meist über 495 m ü. NHN; nur im Bereich des Sattels beim Michelbacher Förstersdenkmal senkt sie sich abschnittsweise bis auf 475 m ü. NHN. Ihr südwestlicher Teil verläuft gegen das Einzugsgebiet des Adelbachs und seines Zuflusses Taubenbach, ihr nordwestlicher gegen das von Michelbach und – kürzer – von Remsbach, die alle drei unmittelbar dem Kocher zulaufen. Seine Nordgrenze trennt vom Einzugsbereich des aufwärtigen Fischach-Zuflusses Lembach, der jenseits des ostwärts abfallenden Hörles und einer diesen Sporn fortsetzenden, flacheren Geländeschwelle im Gewann Rossnagel etwa parallel verläuft. An seiner Südostseite konkurriert in der flachen Talebene rechts der Fischach ein kurzer Wiesengraben, bergwärts weiter im Westen grenzt auf der langen Forstebene und dem Forstsumpf, die meist auf Höhen um 480 m ü. NHN liegen, der Einzugsbereich des nächsten bedeutenderen Fischachzuflusses Lustbach an, der ebenfalls ungefähr parallel nach Osten zieht.
Das Einzugsgebiet liegt, naturräumlich gesehen, in den nördlichen Schwäbisch-Fränkischen Waldberge (Haupteinheit Nr. 108), mit dem merklich größeren, bewaldeten von etwa 2,8 km² Anteil im Westen in deren Unterraum Limpurger Berge (Einheit Nr. 108.60), mit dem kleineren im Osten in der flachen, sich ab dem Lotthaus öffnenden Mündungsbucht in deren Unterraum Fischachbucht und Randhöhen (Einheit Nr. 108.61), darin sind zuletzt gerade mal etwas über 3 ha Herlebacher Siedlungsfläche.
Etwa 0,7 km² Wald am westlichen Nordrand vom Hörle-Sporn bis fast herab in die Wolfsklinge gehören zu Schwäbisch Hall, weitere 1,6 km² Wald im Westen zu Michelbach an der Bilz. Die restlichen 1,2 km² im Osten, darunter neben der ganzen offenen Flur vor allem der östliche Anteil der Forstebene, liegen auf der Oberfischacher Teilgemarkung Obersontheims. Außer Anteilen des Mündungsortes Herlebach liegt noch der Wohnplatz Lotthaus im Einzugsgebiet, ein Einzelhaus hinter Bäumen links über der nicht sehr tiefen Bachmulde gleich nach dem Waldaustritt des Brühlbachs.

### Zuflüsse und Seen
Hierarchische Liste der Zuflüsse von der Quelle zur Mündung. Gewässerlänge, Seefläche, Einzugsgebiet und Höhe nach den entsprechenden Layern auf der Onlinekarte der LUBW. Andere Quellen für die Angaben sind vermerkt.
Zusammenfluss ⊙ des Brühlbachs aus dem Eschertalbach und dem Bach aus der Wolfsklinge auf unter 430 m ü. NHN in der Wolfsklinge ca. 0,4 km südwestlich des Obersontheim-Oberfischacher Wohnplatzes Lotthaus.
- Eschertalbach, rechter und südwestlicher Hauptstrang-Quellbach aus dem Eschertal, 1,1 km und ca. 0,7 km². Entsteht ⊙ in der südwestlichen Kohlschnäue auf etwa 487 m ü. NHN nördlich des Waldwegs von der Kohlenstraße zur Forstebene.
  -  Durchfließt auf etwa 465 m ü. NN unweit der Wiesenlichtung an der Waldstraße auf die Forstebene einen Waldteich, unter 0,1 ha.
- Bach aus der südwestlichen Wolfsklinge, linker und westsüdwestlicher Quellbach, 1,0 km und ca. 0,6 km². Entsteht ⊙ in der westlichen Kohlschnäue auf etwa 480 m ü. NHN nahe einer länglichen Forstwiese.
- Unbeständiger Zufluss aus der westlichen Wolfsklinge, von links und Westen auf 427,2 m ü. NN[LUBW 7] eben noch im Wald etwa 100 Meter südwestlich des Wanderparkplatzes beim Lotthaus, 0,5 km[LUBW 8] und ca. 0,9 km². Entsteht nahe dem Waldweg vom Förstersdenkmal zum Lotthaus, zeitweise auch schon merklich mündungsferner.
- Unbeständiger Grabenzufluss, von links und Nordwesten auf rund 416 m ü. NHN[LUBW 1] gleich nach der Brücke der Einkornstraße (K 2599).
- Ablaufgraben, von rechts und Südwesten auf unter 420 m ü. NN[LUBW 1] wenig später, 0,2 km[LUBW 8]. Ist Ablauf eines hangquellengespeisten  Kleinteichs hinter Bäumen am rechten Hangfuß dicht an der Einkornstraße.

Mündung ⊙ des Brühlbachs in Herlebach an der Bachbrücke der Fischachtalstraße (K 2627) von rechts und zuletzt Westen in die Fischach. Der Bach ist hier ab dem Zusammenfluss seiner zwei Quellbäche 2,3 km, ab dem Ursprung des längeren Eschertalbachs 3,4 km lang und entwässert ein Einzugsgebiet von 3,5 km².

## Geologie
Der Brühlbach und seine Quelläste und Zuflüsse laufen im Mittelkeuper. Die Quellen der zwei Oberläufe liegen im Grenzbereich des hier die Hochebene der Limpurger Berge deckenden Kieselsandsteins (Hassberge-Formation) zu den darunterliegenden Unteren Bunten Mergeln (Steigerwald-Formation). Talwärts laufen sie über eine an einer Hangverflachung erkennbare Schilfsandsteinstufe (Stuttgart-Formation), ehe sie sich schon im Gipskeuper (Grabfeld-Formation) vereinen, in dem dann der Brühlbach fast auf dem ganzen restlichen Lauf verbleibt, ehe er zuletzt im Hochwassersediment der breiten Fischachaue mündet.
Links am Mittellauf liegen zwei auffällige kleine Kuppen beidseits der Straße zum Einkorn, eine durch den Waldbewuchs zu übersehende an der Südspitze des Geißholzes und eine andere östlich-gegenüber der Straße im Flurgewann Rossnagel. Diese zeigt in Gestalt und Bewuchs das typische Gepräge eines Resthügels im Gipskeuper über einer Grundgips-Linse, sie erhebt sich helmartig aus der umgebenden Fläche und die Bäume einer Obstwiese an ihrem Westhang zeigen Säbelwuchs. Gegenüber im Süden des Brühlbachs zeigt der Abfall der Forstebene unruhige Hangverläufe.

## Natur und Landschaft
Der Bachlauf des Brühlbachs ist fast überall unbesiedelt und sehr naturnah geblieben. Die Oberläufe im Wald schlängeln sich als weniger als einen Meter breite Läufe, unmittelbar begleitet von Erlen und Eschen, durch die meist flachen Talabschnitte. Nach dem Flureintritt wird der Bach etwas breiter und läuft zumeist beidseits begleitet von einer Erlengalerie und mehr oder weniger breiten Streifen aus feuchten Wiesen in einer wenig eingetieften Mulde. Auf dem kurzen Abschnitt zwischen dem Waldaustritt und dem heute hinter einem Baumgürtel fast verborgenen Lotthaus gab es vor 30 bis 40 Jahren auf einer Waldrandwiese einen Bestand an Märzenbechern; nach Ausgräbereien und Aufforstungen auf der Wiese ist die Population danach bald ausgestorben. Um 2009 wurde der bachbegleitende Erlenbestand von der Brücke der Einkornstraße an abwärts stark ausgelichtet.
Der gesamte Flurteil des Einzugsbereichs, abzüglich der geringen Flächenanteile des Mündungsortes, gehört zum Landschaftsschutzgebiet Fischachtal mit Nebentälern und angrenzenden Gebieten zwischen Herlebach und Kottspiel. Hier gibt es etliche als Biotope geschützte Nasswiesen überwiegend nahe am Lauf, einige Feldhecken und einen strukturreichen Waldrand im Rossnagel am Nordrand der Flur.
Dicht an der Wasserscheide nach Südwesten liegt in der Kohlschnäue am Rand der Kohlenstraße gegenüber einem Gumpen eine im Winter meist überschwemmte feuchte Mulde mit kleinem, von Erlen und Eschen dominiertem Bruchwald.

### LUBW
Amtliche Online-Gewässerkarte mit passendem Ausschnitt und den hier benutzten Layern: Karte von Lauf und Einzugsgebiet des Brühlbachs

Allgemeiner Einstieg ohne Voreinstellungen und Layer: Daten- und Kartendienst der Landesanstalt für Umwelt Baden-Württemberg (LUBW) (Hinweise)
1. 1 2 3 4 5  Höhe nach dem Höhenlinienbild auf dem Hintergrundlayer Topographische Karte.
2. 1 2 3 4 5  Länge nach dem Layer Gewässernetz (AWGN).
3. 1 2 3  Einzugsgebiet nach dem Layer Basiseinzugsgebiet (AWGN).
4. ↑  Eigenname Eschertalbach bzw. Behelfsbezeichnung Wolfsklinge der beiden obersten Quellbäche nach dem Layer Gewässernetz (AWGN) des Online-Kartenservers der LUBW.
5. ↑  Seefläche nach dem Layer Stehende Gewässer.
6. ↑  Einzugsgebiet abgemessen auf dem Hintergrundlayer Topographische Karte.
7. ↑  Höhe nach schwarzer Beschriftung auf dem Hintergrundlayer Topographische Karte.
8. 1 2  Länge abgemessen auf dem Hintergrundlayer Topographische Karte.

### Andere Belege
1. ↑  Modellierte Werte nach Abfluss-BW Gewässerknoten MQ/MNQ
2. ↑  Wolf-Dieter Sick: Geographische Landesaufnahme: Die naturräumlichen Einheiten auf Blatt 162 Rothenburg o. d. Tauber. Bundesanstalt für Landeskunde, Bad Godesberg 1962. → Online-Karte (PDF; 4,7 MB)
3. ↑  Geologie grob nach: Mapserver des Landesamtes für Geologie, Rohstoffe und Bergbau (LGRB) (Hinweise)
4. ↑  Eigene Beobachtung.
5. ↑  Biotopsteckbrief „Brühlbach-Oberläufe“ (Seite nicht mehr abrufbar, festgestellt im April 2018. Suche in Webarchiven)  Info: Der Link wurde automatisch als defekt markiert. Bitte prüfe den Link gemäß Anleitung und entferne dann diesen Hinweis. (PDF, 7 kB)
6. ↑  Ehemalige Märzenbecher-Population nach mündlicher Mitteilung und eigener Beobachtung.
7. ↑  Der eigenen Beobachtung bot sich das Bild einer vor allem auf der linken Seite ausgedünnten und mit rötlich-orangefarbenen Schnitttellern gesprenkelten Baumreihe.
8. ↑  Steckbrief des Landschaftsschutzgebietes „Fischachtal mit Nebentälern und angrenzenden Gebieten zwischen Herlebach und Kottspiel“
9. ↑  Arten-Erhebungsbögen für die einzelnen Biotope sind auf dem Layer Biotope nach Naturschutzgesetz und Landeswaldgesetz des Online-Kartenservers der LUBW abzufragen.
10. ↑  Biotopsteckbrief „Feuchte Mulde in der Kohlschnäue“ (Seite nicht mehr abrufbar, festgestellt im April 2018. Suche in Webarchiven)  Info: Der Link wurde automatisch als defekt markiert. Bitte prüfe den Link gemäß Anleitung und entferne dann diesen Hinweis. (PDF, 6 kB).